# دانشکده دندانپزشکی کرمان
دانشکده دندانپزشکی دانشگاه علوم پزشکی کرمان یکی از دانشکده‌های دندانپزشکی ایران وابسته به دانشگاه علوم پزشکی کرمان در کرمان است.

## تاریخچه
مركز بهداشت كاران دهان و دندان کرمان در سال ۱۳۶۴ به سرپرستي دكتر عليرضا فتحيه افتتاح گردید. در سال ۱۳۶۶، اين مركز پس از پذيرش سه دوره دانشجوي بهداشتكار دهان و دندان به دانشكده دندانپزشكي تبدیل شد و اقدام به پذيرش دانشجو در مقطع دکترای دندانپزشكي نمود. اولين گروه از دانش آموختگان دانشکده دندانپزشکی کرمان در سال ۱۳۷۲ دوره تحصیل خود را به اتمام رساندند. از سال ۱۳۷۹، با راه اندازی دوره تخصص بیماریهای دهان، دانشکده دندانپزشکی کرمان اقدام به آموزش دستیار تخصصی نمود. در حال حاضر، این دانشکده در نه رشته دارای دوره تحصیلات تکمیلی در مقطع تخصص و دکتری (PhD)می باشد.دانشکده دندانپزشکی کرمان ارتقاء سطح سلامت دهان، فک، و صورت آحاد جامعه را از طریق آموزش به دانشجویان عمومی و دستیاران تخصصی دندانپزشکی، پژوهش های بنیادی و کاربردی در رشته های مختلف دندانپزشکی رسالت اصلی خود می داند. ما اعتقاد داریم که با تکیه بر اساتید برجسته و بکارگیری نیروی انسانی توانمند، شایسته، و متعهد می توانیم در حیطه آموزش نظری و بالینی دندانپزشکی، پژوهش در دندانپزشکی، و دندانپزشکی جامعه نگر به رتبه اول در میان دانشگاه های جنوب شرق کشور دست پیدا کنیم.   هم‌اکنون ریاست این دانشکده را دکتر مریم السادات هاشمی پور برعهده دارد.1